# Master of None
Master of None è una serie televisiva statunitense creata da Aziz Ansari e Alan Yang, distribuita da Netflix dal 2015 al 2021.
Il titolo della serie deriva dall'espressione inglese "Jack of all trades, master of none" (letteralmente "capace in tutto, maestro di niente"), che viene comunemente utilizzata per riferirsi a persone capaci di fare un po' tutto ma che in realtà non riescono a specializzarsi in niente.

## Trama
La serie segue la vita privata e professionale di Dev, un attore trentenne di origine indiana, che cerca di cavarsela come può a New York City.

## Episodi
| Stagione         | Episodi | Pubblicazione USA | Pubblicazione Italia |
| ---------------- | ------- | ----------------- | -------------------- |
| Prima stagione   | 10      | 2015              | 2015                 |
| Seconda stagione | 10      | 2017              | 2017                 |
| Terza stagione   | 5       | 2021              | 2021                 |

## Personaggi e interpreti

### Personaggi principali
- Dev Shah (stagioni 1-2, ricorrente 3), interpretato da Aziz Ansari, doppiato da Riccardo Scarafoni.
- Rachel (stagioni 1, ricorrente 2), interpretata da Noël Wells, doppiata da Emanuela Damasio.
- Arnold (stagioni 1-2), interpretato da Eric Wareheim, doppiato da Stefano Alessandroni.
- Denise (stagioni 1-in corso), interpretata da Lena Waithe, doppiata da Antonella Alessandro.
- Brian Cheng (stagioni 1-2), interpretato da Kelvin Yu, doppiato da Nanni Baldini.
- Francesca (stagione 2), interpretata da Alessandra Mastronardi, doppiata da Chiara Gioncardi.
- Alicia (stagione 3), interpretata da Naomi Ackie, doppiata da Ughetta D'Onorascenzo.

### Personaggi secondari
- Benjamin (stagioni 1-2), interpretato da H. Jon Benjamin, doppiato da Roberto Stocchi.
- Ramesh Shah (stagioni 1-2), interpretato da Shoukath Ansari, doppiato da Dario Penne.
- Nisha Shah (stagioni 1-2), interpretata da Fatima Ansari, doppiata da Monica Bertolotti.
- Colin Salmon, interpretato da Colin Salmon, doppiato da Roberto Draghetti.
- Ravi (stagioni 1-2), interpretato da Ravi Pate.
- Shannon (stagioni 1-2), interpretata da Danielle Brooks, doppiata da Benedetta Degli Innocenti.
- Todd (stagioni 1), interpretato da Todd Barry, doppiato da Gerry Gherardi.
- Leonard Ouzts (stagione 2), interpretato da Leonard Ouzts.
- Pino (stagione 2), interpretato da Riccardo Scamarcio.
- Chef Jeff (stagione 2), interpretato da Bobby Cannavale, doppiato da Roberto Draghetti.
- Lila, interpretata da Leila Grace, doppiata da Anita Ferraro.
- Grant, interpretato da Harrison Wright, doppiato da Mattia Fabiano.

## Accoglienza
Master of None è stata acclamata dalla critica. Su Rotten Tomatoes la prima stagione ha un indice di gradimento del 100% basato su 38 recensioni, con un voto medio di 8.5 su 10; il commento del sito recita: «Eseguita in modo eccezionale con fascino, umorismo e cuore, Master of None offre un punto di vista piacevolmente non convenzionale su una premessa familiare». La seconda stagione ha un indice di gradimento del 100% basato su 31 recensioni, con un voto medio di 9.12 su 10. Su Metacritic la prima stagione ha un punteggio di 91 su 100 basato su 28 recensioni, mentre la seconda stagione ha un punteggio di 91 su 100 basato su 24 recensioni.

## Riconoscimenti

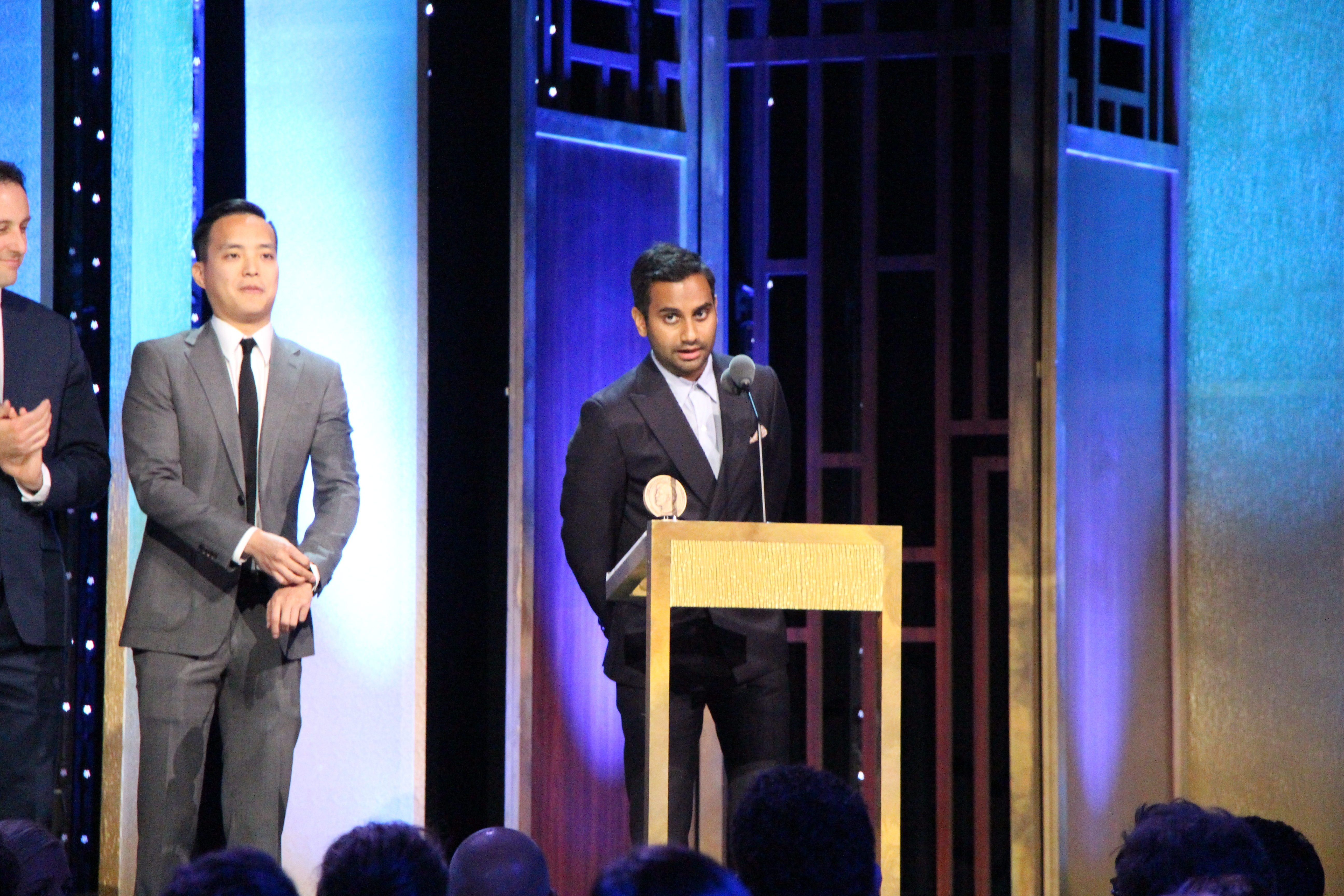
Gli ideatori Alan Yang e Aziz Ansari, questo ultimo anche protagonista, premiati nel 2016 al Peabody Award

- 2015 - American Film Institute Awards
  - Official Selection – Top 10 TV Programs of the Year

- 2016 - Premio Emmy
  - Miglior sceneggiatura per una serie commedia a Aziz Ansari e Alan Yang, per l'episodio Genitori
  - Candidatura per la miglior serie commedia
  - Candidatura per il miglior attore protagonista in una serie commedia a Aziz Ansari
  - Candidatura per la miglior regia in una serie commedia a Aziz Ansari, per l'episodio Genitori

- 2016 - Critics' Choice Awards
  - Miglior serie commedia
  - Candidatura per il miglior attore in una serie commedia a Aziz Ansari
- 2016 - Golden Globe
  - Candidatura per il miglior attore in una serie commedia o musicale a Aziz Ansari

- 2016 - Peabody Award
  - Entertainment and Children's Programming Honorees

- 2017 - Premio Emmy
  - Miglior sceneggiatura per una serie commedia a Aziz Ansari e Lena Waithe, per l'episodio Il Ringraziamento
  - Candidatura per la miglior serie commedia
  - Candidatura per il miglior attore protagonista in una serie commedia a Aziz Ansari
- 2018 - Critis' Choice Awards
  - Candidatura per il miglior attore in una serie commedia a Aziz Ansari
  - Candidatura per la miglior attrice non protagonista in una serie commedia a Alessandra Mastronardi

- 2018 - Golden Globe
  - Miglior attore in una serie commedia o musicale a Aziz Ansari
  - Candidatura per la miglior serie commedia o musicale